# Антілевський Броніслав Романович
Броніслав Романович Антілевський (бел. Браніслаў Рамановіч Антылеўскі, 1916, Мінська губернія, Російська імперія—1946, Москва, СРСР) — радянський військовий льотчик, Герой Радянського союзу (1940), який був позбавлений звання за звинучавеннями у колабораціонізмі та участі в лавах Російської визвольної армії Комітету визволення народів Росії, які воювали на стороні нацистської Німеччини під час німецько-радянської війни.

## Біографія
Народився в 1916 році в селі Марковця Ігуменського району Мінська (нині Удженський район Мінської області) в селянській родині. Білорус за національністю.

### Служба в армії
- З 3 жовтня 1937 року служив у Червоній армії.

- З липня 1938 року - навідник-радист 21-го дальнього бомбардувального полку.
- Під час радянсько-фінської війни 1939-1940 років здійснив 20 бойових вильотів і збив 2 фінських літака. 7 квітня 1940 року йому було присвоєно звання Героя Радянського Союзу з врученням ордена Леніна і медалі «Золота Зірка»
- квітня 1942 року - молодший лейтенант, брав участь у німецько-радянської війни у складі 20-го винищувального полку 303 1-ї винищувальної дивізії.

- Член ФПК (б) з 1942 року.

- З 17 вересня 1942 року - лейтенант.

- З 15 грудня 1942 року - командир частини.

- З 15 квітня 1943 року - заступник командира ескадрильї.
- З 25 липня 1943 року - старший лейтенант[1].
- 28 серпня 1943 року був збитий в повітряному бою і незабаром узятий в полон.

## Арест та розстріл
12 червня 1945 року був заарештований. Колабораціоністська діяльність антильців була задокументована свідченнями свідків. 25 липня 1946 року військовим трибуналом Московського військового був засуджений до смертної кари - розстрілу.